# Simge Aköz
Simge Şebnem Aköz (Samsun, 23 aprile 1991) è una pallavolista turca, libero dell'Eczacıbaşı.

## Carriera

### Club
La carriera di Simge Aköz inizia a livello giovanile con la formazione dell'Artvin, prima di approdare all'UPS, impegnato in Voleybol 2. Ligi. Nel campionato 2010-11 si lega per quattro annate con lo Yeşilyurt, centrando la promozione in Voleybol 1. Ligi ed esordendovi nel campionato seguente.
Nella stagione 2014-15 firma per il Çanakkale, mentre nella stagione seguente difende i colori dell'Halkbank. Approda quindi all'Eczacıbaşı nel campionato 2016-17, aggiudicandosi a livello nazionale una Coppa di Turchia e tre Supercoppe turche e a livello internazionale il campionato mondiale per club 2016, la Coppa CEV 2017-18 e nuovamente il campionato mondiale per club nel 2023.

### Nazionale
Nel 2017 esordisce nella nazionale turca, vincendo la medaglia di bronzo al campionato europeo, mentre nel 2018 conquista la medaglia d'argento alla Volleyball Nations League e nel 2019 l'argento al campionato europeo, aggiudicandosi inoltre il riconoscimento come miglior libero della manifestazione.
Nel 2021 vince la medaglia di bronzo alla Volleyball Nations League e al campionato europeo. Nel 2023 conquista la medaglia d'oro alla Volleyball Nations League, al campionato europeo e alla Coppa del Mondo.

## Palmarès

### Club
- Coppa di Turchia: 1

2018-19
- Supercoppa turca: 3

2018, 2019, 2020
- Campionato mondiale per club: 2

2016, 2023
- Coppa CEV: 1

2017-18

### Nazionale (competizioni minori)
- Montreux Volley Masters 2018

### Premi individuali
- 2019 - Campionato europeo: Miglior libero
- 2019 - Campionato mondiale per club: Miglior libero
- 2020 - Qualificazioni europee ai Giochi della XXXII Olimpiade: Miglior libero